# Andrej Nikolajevič Tichonov
Andrej Nikolajevič Tichonov (rusky Андрей Николаевич Тихонов; 30. října 1906, Gagarin, Smolenská oblast, Rusko, tehdy Gžatsk, Ruská říše – 8. listopadu 1993, Moskva, Rusko) byl ruský matematik a geofyzik. Proslavil se v oblastech topologie, funkcionální analýzy, geofyziky a matematické fyziky.

## Život
Narodil se v roce 1906 ve městě Gžatsk nedaleko Smolensku v rodině obchodníka. V roce 1910 se rodina přestěhovala do Moskvy, začátkem občanské války odešli na Ukrajinu a v roce 1919 se opět vrátili do Moskvy.
V roce 1922 jako šestnáctiletý nastoupil na matematicko-fyzikální fakultu Moskevské státní univerzity. Už jako student dosáhl pod vedením Pavla Sergejeviče Alexandrova pozoruhodných výsledků hlavně v oblasti topologie. V roce 1927 ukončil studium a zůstal na univerzitě.
V roce 1939 se stal korespondentem Akademie věd SSSR a v roce 1966 i jejím řádným členem. Sehrál rozhodující úlohu při založení fakulty informatiky na Moskevské univerzitě. V letech 1970 až 1990 působil jako její první děkan. Zemřel v roce 1993 a je pochovaný na Novoděvičím hřbitově.

## Práce
Nejvýznamnějších výsledků dosáhl v oblastech topologie a funkcionální analýzy, dále i v některých oblastech fyziky. Je po něm pojmenovaných více matematických vět a témat.
V oblasti topologie je po něm pojmenována Tichonovova věta, která říká, že součin kompaktních topologických prostorů je také kompaktní. Také je po něm pojmenována speciální třída topologických prostorů, tzv. Tichonovovy prostory.
V matematické fyzice je autorem vět o jednoznačnosti u rovnice vedení tepla. Studoval také Volterrovy integrální rovnice. Je autorem metody Tichonovovy regularizace. Zabýval se také asymptotickou analýzou.

## Dílo
- Tichonov, Andrej Nikolajevič a Samarskij, Aleksandr Andrejevič. Rovnice matematické fysiky. 1. vyd. Praha: ČSAV, 1955. 765, [1] s. Sekce matematicko-fysikální. Věda mění život; Sv. 1. Práce Čs. akademie věd.